# Fabriciana intermedia
Fabriciana intermedia är en fjärilsart som beskrevs av Tutt 1896. Fabriciana intermedia ingår i släktet Fabriciana och familjen praktfjärilar. Inga underarter finns listade i Catalogue of Life.